# Styloctetor logunovi
Styloctetor logunovi là một loài nhện trong họ Linyphiidae.
Loài này thuộc chi Styloctetor. Styloctetor logunovi được Kirill Yuryevich Eskov & Yuri M. Marusik miêu tả năm 1994.